# Lights (canción de BTS)
«Lights» es una canción grabada por el grupo surcoreano BTS para su cuarto álbum de estudio en japonés Map of the Soul: 7 ~ The Journey ~. Universal Music Japan la publicó el 3 de julio de 2019 como un sencillo doble lado A junto con la versión en japonés de «Boy With Luv». Sunny Boy, Yohei y UTA la escribieron, mientras que el último se encargó por completo de la producción. Musicalmente, es una balada electropop con un estilo similar al de la música dance.  
En general, la canción recibió reseñas favorables por parte de los críticos, quienes elogiaron su contenido lírico y la interpretación vocal del grupo. Comercialmente, en Japón «Lights» debutó en la primera posición tanto en la Oricon Singles Chart, con 637 000 copias vendidas en su primera semana, como en la Billboard Japan Hot 100, en tanto que en Estados Unidos encabezó la World Digital Song Sales. También fue el sexto sencillo más vendido en 2019 en el país nipón y obtuvo la certificación de millón de la Recording Industry Association of Japan (RIAJ) un mes después de su lanzamiento, por lo que BTS fue el primer artista masculino extranjero en conseguirlo. Posteriormente, el álbum sencillo recibió el premio a uno de los cinco mejores sencillos del año en los Japan Gold Disc Awards 2020.
Para promover el tema, el 2 de julio de 2019 se publicó un video musical que muestra a los miembros de la banda interactuando en un cine. «Lights» fue el primer sencillo original en japonés de BTS en tener un clip, después de «For You» (2015). El grupo interpretó la canción en vivo como parte de los conciertos que realizó para su quinto fan meeting en Japón, en Chiba y Osaka en 2019.

## Antecedentes y composición
Tras el lanzamiento del sexto EP del grupo, Map of the Soul: Persona (2019), BTS anunció que su décimo sencillo «Lights» sería publicado junto con las versiones en japonés de «Idol» (2018) y «Boy with Luv» (2019). El 20 de junio de 2019 se reveló un adelanto del sencillo; el tema fue su primer sencillo original en japonés en dos años, desde «Crystal Snow» (2017). También fue su primer sencillo en japonés en cuatro años en tener un video musical, después de «For You» (2015). Sunny Boy, Yohei y UTA lo escribieron, mientras que el último se encargó de la producción. Además, D.O.I realizó la mezcla.
«Lights» es una balada electropop con un estilo similar al de la música dance con instrumentación de guitarra y un sintetizador. En cuanto a la notación musical, la canción está compuesta en la clave de fa mayor con un tempo de 99 pulsaciones por minuto y tiene una duración de cuatro minutos con 52 segundos. La letra es «alentadora» y trata temas como el amor y la autoaceptación. Los miembros de BTS se refieren a ellos mismos y al oyente como la luz del otro y cantan acerca de motivarse a ellos mismos para enfrentar dificultades de una manera positiva.

## Recibimiento comercial

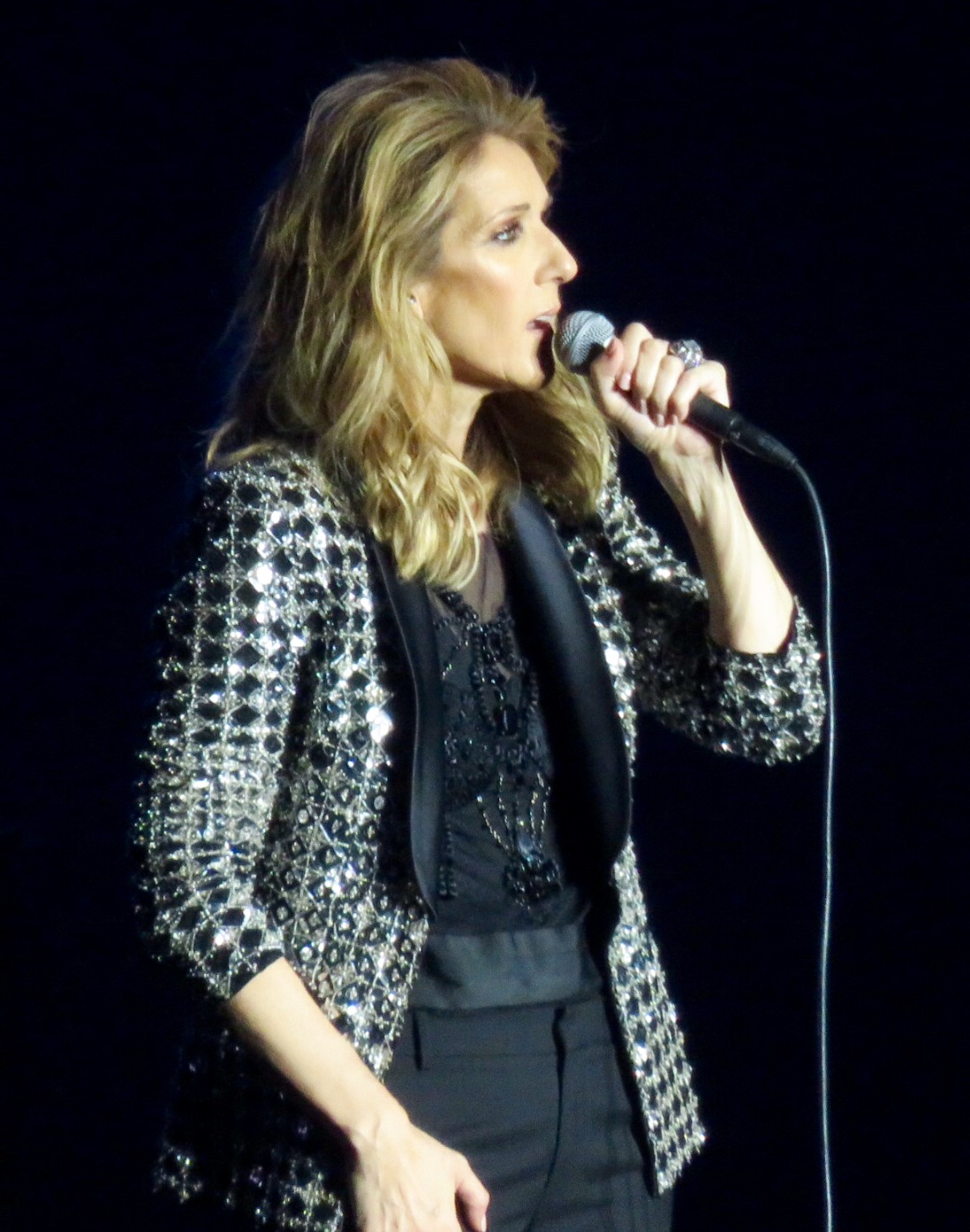
«Lights» superó un millón de órdenes anticipadas en Japón y rompió el récord de 24 años del sencillo «To Love You More» (1995) de Celine Dion.

«Lights / Boy With Luv» fue un éxito comercial en Japón, ya que encabezó la Oricon Daily Singles Chart en su primer día de lanzamiento con 467 107 copias. Con ello BTS fue el artista extranjero que alcanzó el mayor número de ventas en un día en el país y sobrepasó el récord de 327 342 unidades que consiguió con su anterior álbum sencillo «Fake Love / Airplane Pt. 2». También tuvo las mayores ventas en una semana y superó su propio récord de 454 829 unidades, puesto que se comercializaron 636 345. El 3 de julio de 2019, las órdenes anticipadas superaron el millón de copias, por lo que fue el primer artista coreano que tuvo más de un millón de pedidos de un sencillo en Japón y rompió el récord de 24 años del tema «To Love You More» de Celine Dion. Permaneció en el primer lugar de la lista diaria de Oricon por siete días consecutivos. Asimismo, estuvo en el número uno de la Oricon Weekly Singles Chart y fue el sencillo más vendido de julio de 2019 en Japón con 769 454 copias vendidas. Además, fue el sexto sencillo más vendido en el país en 2019.
Por otro lado, «Lights» debutó en el número 81 en la Billboard Japan Hot 100 y una semana después llegó hasta el primer lugar en la lista. El 8 de agosto de 2019, el álbum sencillo recibió la certificación de millón otorgada por la Recording Industry Association of Japan (RIAJ) —la primera de este tipo para el grupo desde su debut—, de modo que BTS fue el primer artista masculino extranjero en conseguirlo. El grupo también fue el primer artista masculino en 11 años en tener esa certificación en el país, después de que Masafumi Akikawa la obtuviera en 2007 con el sencillo «A Thousand Winds». Por otro lado, en Estados Unidos «Lights» lideró la World Digital Song Sales en la edición del 20 de julio de 2019.

## Lista de canciones y formatos
| CD, Descarga digital, streaming |                |          |  |
| N.º                             | Título         | Duración |  |
| 1.                              | «Lights»       | 4:53     |  |
| 2.                              | «Boy With Luv» | 3:51     |  |
| 3.                              | «Idol»         | 3:42     |  |

| Edición limitada A (CD + DVD) |                          |          |  |
| N.º                           | Título                   | Duración |  |
| 1.                            | «Lights»                 | 4:53     |  |
| 2.                            | «Boy With Luv»           | 3:51     |  |
| 3.                            | «Idol»                   | 3:42     |  |
| 4.                            | «Lights» (video musical) |          |  |
| 5.                            | «Idol» (video musical)   |          |  |

| Edición limitada B (CD + DVD) |                                    |          |  |
| N.º                           | Título                             | Duración |  |
| 1.                            | «Lights»                           | 4:53     |  |
| 2.                            | «Boy With Luv»                     | 3:51     |  |
| 3.                            | «Idol»                             | 3:42     |  |
| 4.                            | «Lights» (making of music video)   |          |  |
| 5.                            | «Lights» (making of jacket photos) |          |  |

| Edición limitada C (CD + Booklet) |                |          |  |
| N.º                               | Título         | Duración |  |
| 1.                                | «Lights»       | 4:53     |  |
| 2.                                | «Boy With Luv» | 3:51     |  |
| 3.                                | «Idol»         | 3:42     |  |

## Posicionamiento en listas
| Lista (2019)                              | Mejor posición |
| ----------------------------------------- | -------------- |
| Croacia (HDU)                             | 3              |
| Estados Unidos (World Digital Song Sales) | 1              |
| Hungría (Single Top 40)                   | 18             |
| Japón (Japan Hot 100)                     | 1              |
| Japón (Oricon)                            | 1              |

| Japón (Japan Hot 100) | 18 |
| Japón (Oricon)        | 6  |

## Certificaciones y ventas
| Japón (RIAJ)   | Millón      | 1 000 000   |
| Polonia (ZPAV) | 2× Diamante | 500 000     |
| Streaming      |             |             |
| Japón (RIAJ)   | Platino     | 100 000 000 |

## Créditos y personal
Créditos adaptados de Tidal.
| - BTS: voces principales - UTA: producción, composición, guitarra, teclado, edición digital, sintetizador - D.O.I.: ingeniería de mezcla - Sunny Boy: composición - Yohei: composición - Jungkook: coro | - Jimin: coro - Pdogg: ingeniería de grabación, arreglo - Jung Woo Young: ingeniería de grabación - Park Jin Se: ingeniería de grabación - KM-Markit: arreglo - Masaya Wada: arreglo |

## Historial de lanzamiento
| País   | Fecha              | Formato                    | Versión            | Sello     | Ref.   |
| ------ | ------------------ | -------------------------- | ------------------ | --------- | ------ |
| Varios | 3 de julio de 2019 | Descarga digital streaming | Edición regular    | Universal | [ 28 ] |
| Japón  | 5 de julio de 2019 | Sencillo en CD             | Edición regular    | Universal | [ 29 ] |
| Japón  | 5 de julio de 2019 | CD + DVD                   | Edición limitada A | Universal | [ 30 ] |
| Japón  | 5 de julio de 2019 | CD + DVD                   | Edición limitada B | Universal | [ 31 ] |
| Japón  | 5 de julio de 2019 | CD + Booklet               | Edición limitada C | Universal | [ 32 ] |